# Doom Shall Rise
Pour les articles homonymes, voir DSR.
Doom Shall Rise (DSR) est un festival de doom metal et « le plus grand festival entièrement [du genre] au monde ». Il a lieu pour la première fois en février 2003 à Crailsheim, en Allemagne, puis entre 2004 et 2007, et en 2009 à Göppingen, en Allemagne. Le festival devrait se dérouler les 9 et 10 avril 2010 à Göppingen.

## Contexte et cadre

### Idée de base
Des années avant de la première édition du Doom Shall Rise, Frank Hellweg de Well of Souls, et Jochen Fopp de Mirror of Deception, fabulent déjà au sujet d'un festival spécialisé dans le doom metal. L'objectif du festival était d'établir un événement annuel présentant des nouveaux venus ainsi que des groupes établis et certains interprètes se produisant pour la première fois en Europe.

« Tu vois des groupes que tu ne peux voir nulle part ailleurs, alors qu'ils jouent souvent à un niveau de classe mondiale. Il n'y a pas de différence selon que l'on est musicien ou fan, tout est un mélange de couleurs ». »

— Frank Hellweg cité par Patrick Müller sur Obliveon.de
Fopp qualifie d'inspiration importante le « Doom in Bloom Fest », un festival d'une journée qui échoue sur le plan économique et qui a lieu au milieu des années 1990. Hellweg et Fopp parlent de ce festival lors d'une tournée commune avec le groupe italien Thunderstorm et développent l'idée du Doom Shall Rise à partir de cette conversation.

### Sélection des groupes et accords

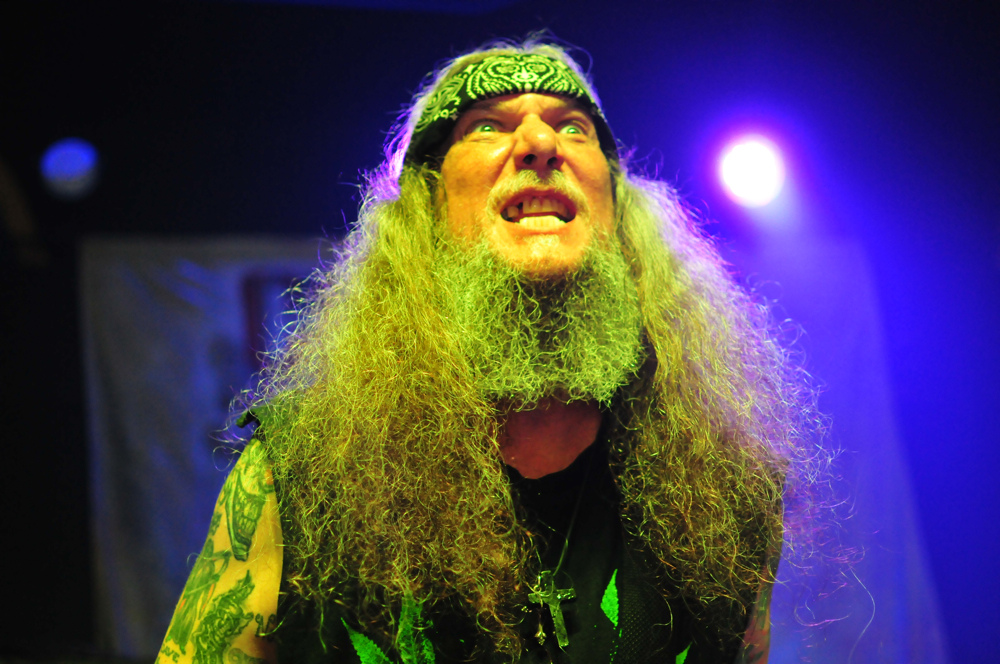
Le fondateur et guitariste de Saint-Vitus, Dave Chandler, n'a pas participé au Doom Shall Rise avec les populaires Saint Vitus, mais il a joué avec Debris Inc. en 2006.

Dès le début, le festival se concentre sur le doom metal traditionnel. Des représentants d'autres genres de doom sont réservés de manière sporadique afin d'alléger le programme. La compatibilité avec le doom reste essentielle. L'équipe organisatrice renonce délibérément à faire jouer des représentants de styles de heavy metal plus éloignés, malgré les candidatures reçues. Une partie des groupes réservés demandent à participer, et d'autres interprètes sont invités grâce aux contacts personnels des organisateurs. Hellweg, Fopp et Astalosch prennent leur décision en fonction de leurs goûts personnels. Les groupes qui jouent un doom metal non traditionnel rencontrent une certaine résistance de la part du public avant le festival, mais leur prestation se révèle souvent être une expérience particulièrement positive. Les groupes des premiers festivals se sont engagés à ne pas toucher de cachet, conformément à l'idée d'un événement familial. L'équipe organisatrice ne prenait en charge que les frais d'hébergement des groupes. Lors des éditions suivantes du Doom Shall Rise, le voyage des têtes d'affiche était également financé.
Dans le cadre de l'objectif d'un « festival underground » à l'atmosphère familiale, les organisateurs se prononcent contre la réservation des groupes les plus populaires du spectre doom metal. Les coûts supplémentaires engendrés par des groupes tels que Candlemass, Trouble, Saint Vitus, Cathedral ou My Dying Bride n'auraient pas été supportables compte tenu de la taille et de l'atmosphère de la manifestation visée,,. Cependant, certains musiciens de ces groupes apparaissent au Doom Shall Rise avec d'autres projets : les musiciens de Trouble et de Saint-Vitus par exemple avec Debris Inc. et Wino, les musiciens de Pentragram avec Place of Skulls et In-Graved.

### Public, lieu et date
La première édition du Doom Shall Rise a lieu en février 2003 dans un gymnase à Triensbach, près de Crailsheim, et accueille 350 spectateurs. Pour la deuxième édition, l'équipe change les modalités de l'événement. Celles-ci restent en grande partie les mêmes jusqu'au dernier Doom Shall Rise et sont toujours associées au festival.
La « Chapel », une ancienne église militaire située dans le Stauferpark, à Göppingen, est choisie comme lieu d'organisation. Le lieu est mentionné à plusieurs reprises dans les comptes-rendus du festival car, selon les critiques, l'église « est bien sûr un lieu plus que réussi pour le doom metal, et [...] l'après-midi, elle pouvait offrir une atmosphère très spéciale grâce à la magnifique lumière qui entrait par les vitraux ». La salle principale avait une hauteur correspondant à l'ancienne utilisation du bâtiment, des vitraux colorés, une galerie vitrée, et pouvait accueillir jusqu'à 1 000 visiteurs. L'ancienne sacristie est utilisée comme salle de séjour pour les musiciens et la crypte, qui avait été conçue comme une cave de concert pour 250 personnes, est aménagée en espace de retrait pour le public.
De même, la date de l'événement est modifiée, « [a]près que certains groupes se soient retrouvés dans la neige en arrivant à la première édition, le Doomfest est déplacé de février à avril ». Depuis le deuxième festival, la date choisie est un vendredi ainsi qu'un samedi au printemps, le plus souvent en avril.
Pour la deuxième édition du Doom Shall Rise, qui affiche complet, 500 spectateurs au total viennent d'Allemagne, de Belgique, du Brésil, de Finlande, de France, des Pays-Bas, d'Italie, de Suède, d'Espagne et d'Autriche. Les 1 000 visiteurs supplémentaires n'ont jamais été calculés. Après la première pause du festival en 2008, le nombre de spectateurs est augmenté à environ 800. Sur ce nombre, 680 personnes sont admises en tant qu'invités payants au Doom Shall Rise, qui affiche alors complet. Le nombre de spectateurs n'est pas augmenté par la suite. et le caractère international du public est maintenu pour le moment. Les premières éditions affichaient complet en l'espace d'un week-end, mais le succès financier diminue ensuite. La concurrence croissante liée au développement de la commercialisation de la scène doom metal contribue ainsi notamment à la fin du Doom Shall Rise,.

### Hébergement et restauration
Le festival n'offre pas de terrain indépendant ni de possibilité de camper. Devant le lieu de la manifestation, appelé « Chapel », se trouvait un terrain plus grand, mais qui appartenait à la ville de Göppingen et qui n'aurait été cédé aux organisateurs qu'à des conditions exorbitantes. En outre, Hellweg explique que l'encadrement et le nettoyage final du site auraient nécessité du personnel supplémentaire, voire du temps supplémentaire pour le personnel déjà impliqué. Ces deux facteurs ont empêché le festival de disposer de son propre terrain de camping, obligeant les festivaliers à réserver des hôtels et des pensions.
Les exploitants du lieu de la manifestation étaient responsables de la restauration pendant le festival. L'ancienne crypte dans le sous-sol de la « Chapel » a été transformée en café et en bar, en plus de la buvette obligatoire dans la salle de spectacle. De plus, le début du deuxième jour de la manifestation était fixé à l'après-midi, ce qui permettait aux invités de se restaurer eux-mêmes.

## Histoire

### Éditions I–II

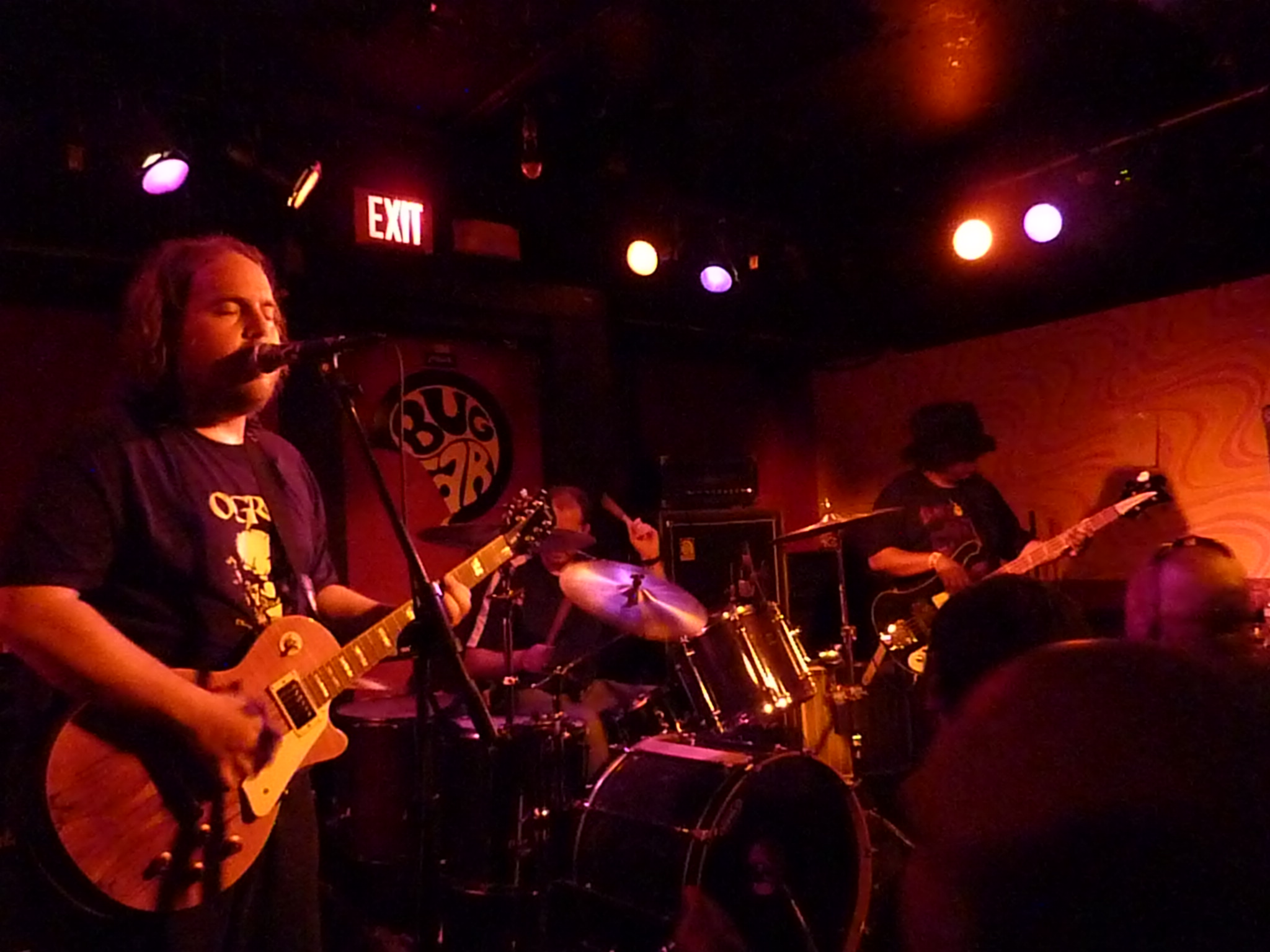
Le groupe américain Revelation, ici en live à New York en 2010, a été la tête d'affiche de la première édition du Doom Shall Rise.

Avec Roman Astalosch, alors propriétaire du bar rock Die Eiche, ils forment l'équipe organisatrice du premier festival. Alors que Hellweg et Fopp étaient en contact avec des groupes de musique de par leur propre carrière de musiciens, Astalosch disposait avec Die Eiche d'un local qui semblait approprié et d'un réseau régional. Comme « Die Eiche » apparaît rapidement comme un lieu trop petit au début de la prévente, l'équipe change de lieu et s'est déplacée vers un gymnase voisin. En deux jours, le festival affiche complet. L'équipe réserve un hôtel pour les artistes qui allaient se produire, ainsi qu'une tournée pour Revelation, Reverend Bizarre et Mirror of Deception, qui avaient fait le déplacement, afin de réduire les coûts. Cinq mois avant la date prévue du festival, un grand nombre des groupes et artistes prévus sont présentés dans un numéro spécial du webzine Vampster, à partir d'octobre 2002,.
Le festival a lieu le vendredi 7 et le samedi 8 février 2003. En plus des grands noms de la scène internationale comme les Maltais de Forsaken, les Italiens de Thunderstorm, les Finlandais de Reverend Bizarre et les Américains de Revelation, Hellweg avec Well of Souls et Fopp von avec Mirror of Deception se produisent devant environ 350 spectateurs. Par la suite, l'événement est salué comme le premier festival de doom metal pur de son genre en Europe, voire dans le monde selon certains rapports, et est considéré comme l'un des responsables du succès du genre au cours des années 2000,. Plusieurs webzines parlent du festival et en font l'éloge,,,. Malgré les réactions positives, Hellweg qualifie l'événement de perte économique. En raison des réactions positives, l'équipe décide néanmoins de poursuivre l'événement.

« Le fait que nous continuions maintenant est presque une réaction logique au DSR1. Quand un tel événement est accueilli avec autant d'enthousiasme, il serait presque injuste de ne pas le poursuivre ! »

— Frank Hellweg cité par Vampster
La deuxième édition du festival se déroule dans des conditions différentes. La date est déplacée en avril et la « Chapel », une grande église militaire désaffectée de Göppingen, est choisie comme lieu d'accueil. Le deuxième Doom Shall Rise a lieu le vendredi 2 et le 3 avril 2004, avec des groupes de renommée internationale comme les Irlandais de Mourning Beloveth, les Suédois de Count Raven et les Américains de While Heaven Wept. Pour ce deuxième festival, l'équipe organisatrice s'efforce d'apporter « un peu de diversité » dans le choix des groupes, après que le premier festival ait été marqué par des groupes de doom traditionnels. En conséquence, trois groupes de sludge (Drecksau, Spancer et Thee Plague of Gentlemen), un groupe de funeral doom (Pantheist) et un groupe de death doom (Mourning Beloveth) se produisent aux côtés de groupes de doom metal épique et traditionnel. Contrairement aux attentes du public, Well of Souls et Mirror of Deception ne se produisent pas lors du deuxième Doom Shall Rise. Hellweg justifie sa décision de ne pas se produire lui-même par la possibilité de ne pas vouloir prendre la place d'autres groupes.

### Éditions III–V

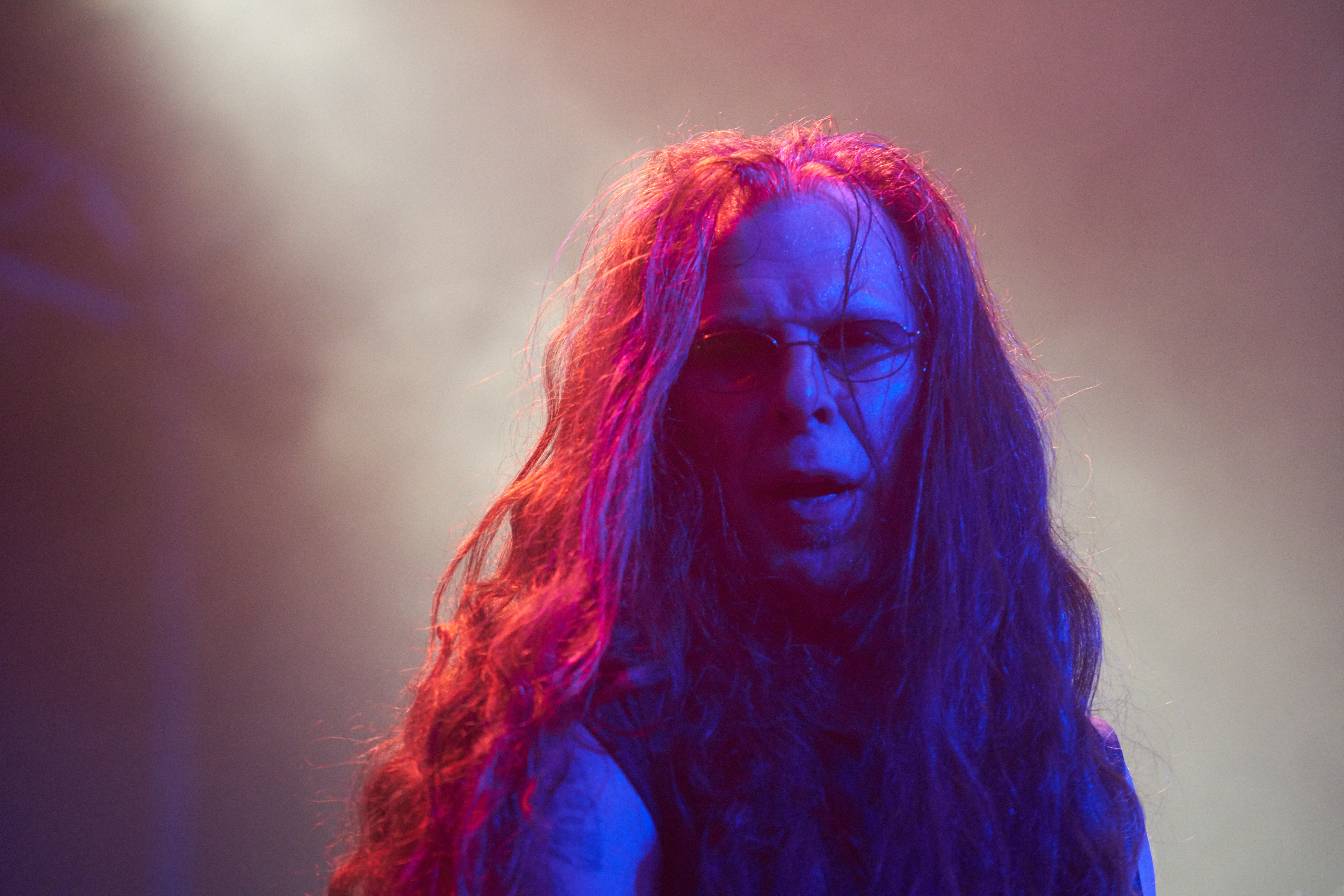
Victor Griffin apparait en 2005 avec Place of Skulls comme tête d'affiche du Doom Shall Rise III.

Jusqu'à la cinquième édition du Doom Shall Rise, la constellation de la taille du public, du lieu, de la date approximative et de la sélection des groupes reste constante. Les festivals ont lieu les 15 et 16 avril 2005, les 31 mars et 1er avril 2006 et les 27 et 28 avril 2007. L'accent est mis sur le doom metal traditionnel et l'epic doom. Les organisateurs continuent toutefois à intégrer des groupes de genres musicaux voisins. En 2006, le groupe néerlandais Bunkur est le premier interprète de drone doom à se produire au Doom Shall Rise. Une autre particularité, parfois très critiquée, est la présence du groupe Solitude Aeturnus, réservé pour la quatrième édition du Doom Shall Rise. Celui-ci, privé de son chanteur Robert Lowe, qui ne peut se produire en raison d'une interdiction d'entrée sur le territoire, fait appel à des chanteurs invités des groupes présents. Alors que le guitariste John Perez chante lui-même trois chansons, les chanteurs de Dantesco, Doomshine et Dawn of Winter sont appelés pour les chansons restantes.
Les principales attractions étaient des groupes de doom américains traditionnels, avec des membres éminents. Place of Skulls du guitariste de Pentagram Victor Griffin en 2005, Debris Inc. fondé conjointement par le bassiste de Trouble Ron Holzner et le guitariste de Saint-Vitus Dave Chandler en 2006 et The Gates of Slumber en 2007 ont été réservés en tant qu'attractions principales.

### Éditions VI–VII
En 2008, le festival n'a pas lieu. L'absence de l'événement était due à l'initiative de Hellweg, annoncée comme une pause et justifiée par Hellweg comme suit : « J'avais remarqué lors du dernier DSR que tout était si normal, que les gens étaient là parce qu'on y vient toujours et qu'il manquait en quelque sorte ce crépitement, cette magie qui, jusqu'à présent, avait toujours été pour moi la récompense du travail. D'une certaine manière, les gens ont dû prendre du plaisir. Mais ce bonheur qui se lisait sur le visage des gens, il me manquait. Alors je me suis dit non, pas comme ça, et j'ai justement insisté pour faire cette pause. »
La sixième édition du Doom Shall Rise a lieu en 2009. L'équipe organisatrice augmente la vente de billets, mais maintient les autres modalités de l'événement en 2009 et 2010. Wino et Iron Man, des interprètes populaires de la scène doom américaine, sont à nouveau réservés comme groupes principaux. Cependant, Iron Man annule sa participation deux jours avant l'événement, car les musiciens ne pouvaient pas assumer les coûts du vol. À la place d'Iron Man, le groupe du co-organisateur Fopp Mirror of Deception se produit pour la quatrième fois en tant que groupe. Alors qu'à cette époque, de grands magazines musicaux comme le Metal Hammer se tournent vers l'événement avec des reportages, des critiques sont émises depuis la reprise du festival sur une supposée commercialisation du festival et des circonstances qui l'accompagnent.

### Édition VIII
Après une pause de deux ans pour des raisons privées, qui donne lieu à des rumeurs sur la fin du Doom Shall Rise, Fopp et Hellweg planifient un nouveau festival pour avril 2013. Au début, il était prévu de présenter « la scène plus vivante que jamais », de sorte que seuls des interprètes réservés pour la première fois se produisaient. Le 1er avril 2013, l'équipe organisatrice annonce que ce serait le dernier Doom Shall Rise. Fopp et Hellweg expliquent la fin du festival comme une décision délibérée liée à des développements privés et spécifiques à la scène. En 2013, ils expliquent qu'il y avait « un nombre incalculable de nouveaux groupes dans le monde entier, d'autres festivals » qui avaient suivi l'exemple du Doom Shall Rise ainsi qu'« une commercialisation croissante de la scène » qui allait à l'encontre de leurs propres intérêts.

« Je ne vois pas de problème avec les petites histoires [de festivals] qui ont lieu partout. Il y a vraiment un grand développement en Europe. C'est génial pour les groupes, c'est génial pour la scène. Mais en Allemagne, la situation est tout simplement devenue plus difficile. Elle évolue désormais à un autre niveau. Et il n'est plus aussi facile d'approcher les groupes, car il y a souvent un management ou un booker entre eux. Nous ne pouvons plus négocier de la manière dont nous le devrions. Cette forme de commercialisation existait déjà dans de nombreuses scènes, comme par exemple dans le death metal au début des années 1990. »

— Jochen Fopp cité par Sven Mihlan dans le fanzine Doom-Metal-Front.
Le groupe suédois de stoner doom Goatess se produit en tête d'affiche. Après la prestation du groupe, plusieurs musiciens présents, dont les deux coorganisateurs Fopp et Hellweg, montent sur scène et jouent le titre Black Sabbath pour clore le festival. Outre les guitaristes Fopp et Hellweg, les chanteurs Christian « Chritus » Linderson de Goatess, Lord Vicar, Count Raven, Luther « Finlay » Veldmark de Hooded Priest et Witchsmeller Pursuivant, le bassiste Tommy « Wilbur » Erikson de Count Raven et Semlah ainsi que le batteur « Kenta » de Goatess et Hexenhammer y participent.

## Accueil

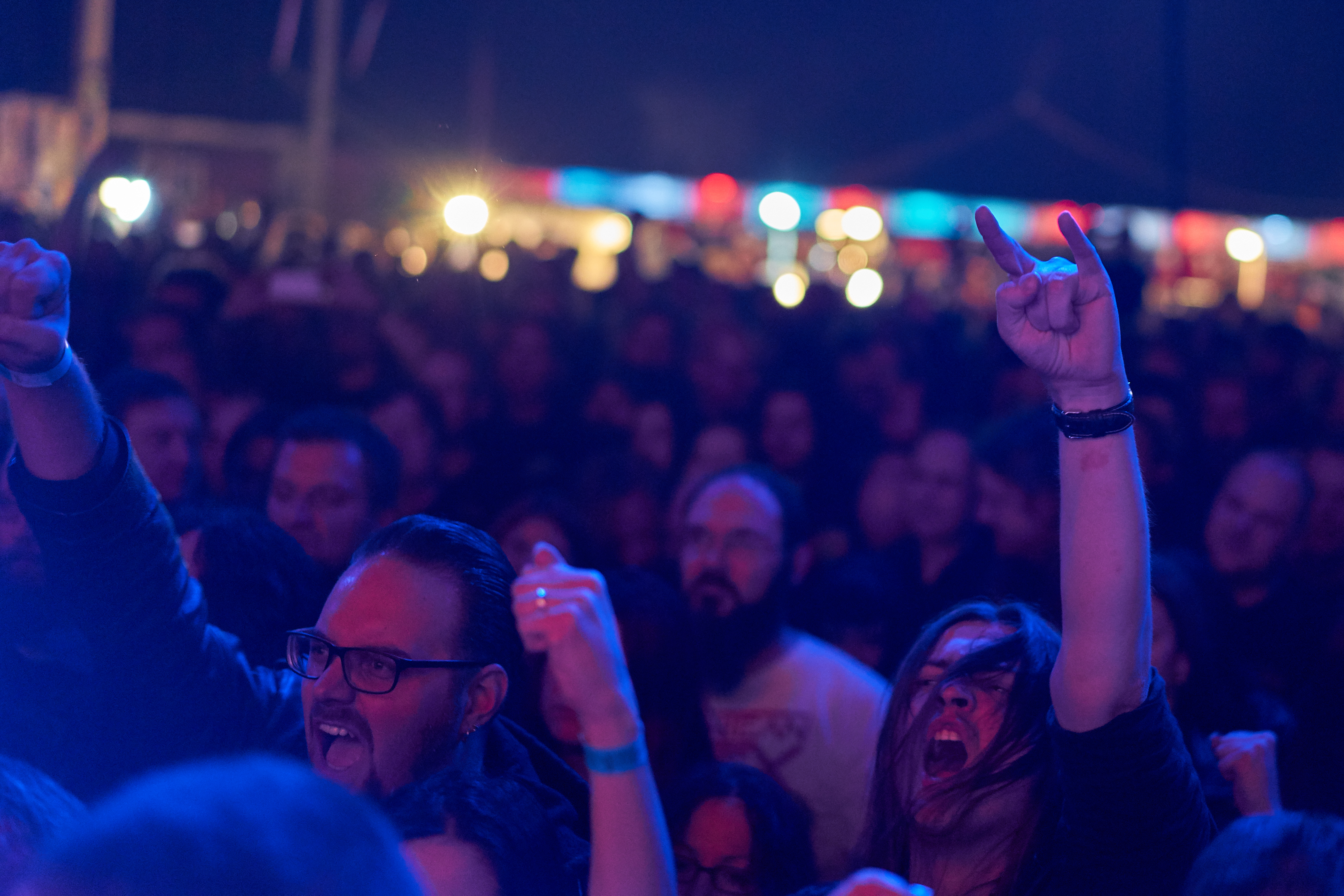
Le Doom Shall Rise a ouvert la voie à des manifestations de doom metal comme le Hammer of Doom à Wurtzbourg, ici une photo du public prise en 2015.

Dès la première édition, le festival est accompagné par des émissions spéciales du webzine Vampster, d'autres webzines et magazines musicaux couvrent également certains événements et les artistes qui s'y sont produits,,,,,,.
Le rédacteur de Deaf Forever, Andreas Stappert, qualifie l'événement de légendaire dans sa présentation de l'histoire internationale du genre. Dans le même numéro, il décrit le Doom Shall Rise comme un festival underground de renommée mondiale qui a fait un « travail de pionnier » en ce qui concerne le développement de la scène doom internationale. Dans son Doom Metal Lexicanum, l'auteur de livres spécialisés Aleksey Evdokimov décrit également le festival comme l'un des premiers et principaux événements qui ont influencé durablement le développement de la scène doom. Il compare le Doom Shall Rise au Malta Doom Metal Fest, qui s'est tenu pour la première fois en 2009, et au festival Dutch Doom Days, initié à l'automne 2003 et consacré au death et funeral doom, qui se déroulait alors sur une seule journée. Ces événements symbolisent la solidarité et l'engagement de la scène. Les événements ultérieurs, comme le Hammer of Doom, ont pu s'appuyer sur le succès de ces manifestations. Il décrit en outre le festival comme étant hautement respecté par la scène globale du doom metal. De même, le pédagogue Christoph Lücker, dans sa présentation de la scène metal Das Phänomen Heavy Metal : Ein Szene-Porträt, cite le festival comme preuve de la fidélité et du dévouement des fans de doom et le co-organisateur Frank Hellweg, avec la position que la musique est « sacrée » pour les organisateurs, les fans et les musiciens. Gerrit Philipp Mutz de Dawn of Winter souligne ces estimations dans un entretien avec Wolf-Rüdiger Mühlmann et confirme qu'une manifestation comparable n'existait pas dans les années 1990. Dans le même entretien, il qualifie l'organisateur Jochen Fopp de « Mr. Doom »

## Programmations
- 2003 : Dawn of Winter, Doomshine, Dreaming, Forsaken, Mirror of Deception, Officium Triste, Revelation, Reverend Bizarre, Semlah, Subversion, Tollwuet, Thunderstorm, Voodooshock, Weed in the Head, Well of Souls, Wytchcraft.
- 2004 : Count Raven, Drecksau, Mourning Beloveth, Northwinds, Orodruin, Penance, Pantheist, Shepherd, Spancer, Thee Plague of Gentlemen, The Doomsday Cult, Wall of Sleep, While Heaven Wept.
- 2005 : Beyond Belief, Burning Saviours, Gorilla Monsoon, Isole, Lahar, Mar de Grises, Mirror of Deception, Pale Divine, Place of Skulls, Rising Dust, The Gates of Slumber, The River, Thunderstorm, Warning, Well of Souls.
- 2006 : Against Nature, Ahab, Beehoover, Bunkur, Dantesco, Dawn of Winter, Debris Inc., Doomraiser, Glow, Heavy Lord, Iron Hearse, Jack Frost, Solitude Aeturnus, Veni Domine, Versus The Stillorn-Minded.
- 2007 : Centurions Ghost, Dreaming, Earthride, Faith, Forsaken, Low Man's Tune, Mael Mordha, Memory Garden, Mirror of Deception, My Shameful, Officium Triste, Our Survival Depends on Us, Serpentcult, Stereochrist, The Gates of Slumber, The Last Supper.
- 2008 :  À compléter
- 2009 : Black Shape of Nexus, Extorian, Griftegård, Lord of the Grave, Lord Vicar, Omega Massif, Pagan Altar, Procession, Reino Ermitaño, Revelation, Semlah, Syrach, The Lamp of Thoth, Tortured Spirit, Voodooshock, Wino.
- 2010 : 40 Watt Sun, Doomshine, Garden of Worm, Grieving Age, Iron Man, Isole, Jex Thoth, Kodiak, Magma Rise, Mourning Beloveth, Nomadson, Rituals of the Oak, Seamount, shEver, The 11th Hour, Unsilence.
- 2013 : À compléter